# 徐鏞 (嘉慶進士)
徐鏞，字詠之，號漪塘，安徽桐城人，清朝官員。

## 生平
嘉庆十四年（1809年）己巳恩科進士。選庶吉士，散館改主事。道光二年（1822年）任汀州府知府。道光七年（1827年）擔任臺灣府知府。翌年升任四川成綿龍茂道。道光十年（1830年）升貴州按察使，同年改順天府府尹。道光十三年（1833年）任大理寺卿，左遷山西布政使。道光十七年（1837年）任太僕寺卿。

## 外部連結
- 徐鏞 （页面存档备份，存于） 中研院史語所

| 官衔          | 官衔                              | 官衔          |
| ------------- | --------------------------------- | ------------- |
| 前任： 瑞齡   | 汀州府知府 道光二年 （1822年）    | 繼任： 洪煌   |
| 前任： 鄧傳安 | 臺灣府知府 道光七年（1827年）上任 | 繼任： 鄧傳安 |